# Mount Burelli
Mount Burelli är ett berg i Australien.   Det ligger i kommunen City of Wollongong och delstaten New South Wales, i den sydöstra delen av landet, 180 km nordost om huvudstaden Canberra. Toppen på Mount Burelli är 422 meter över havet.
Terrängen runt Mount Burelli är kuperad åt sydost, men åt nordväst är den platt. Trakten är tätbefolkad. Närmaste större samhälle är Wollongong, 10,0 km öster om Mount Burelli. 